# تشارلز سكول بليكلي (ضابط)
تشارلز سكول بليكلي (من مواليد 6 نوفمبر 1880، وتُوفي في 11 يناير 1975) هو ضابط في الجيش الأمريكي خدم برتبة عميد خلال الحرب العالمية الأولى.

## حياته المُبكرة
وُلد تشارلز في بنسلفانيا. وفي عام 1904، تخرّج في المرتبة تسعة وعشرون من أصل مائة وأربعة وعشرين ضابطًا من الأكاديمية العسكرية الأمريكية. كان الأخ بلاكيلي الأكبر، جورج بلاكلي، أيضًا خريجًا من الأكاديمية العسكرية الأمريكية، وجنرال أمريكي.

## حياته المهنية
كان تشارلز جندي في قوات المدفعية، وترقّى في المناصب حتى وصل إلى رتبة لواء في 1 أكتوبر عام 1918 وقاد لواء المدفعية في فرنسا. وشغل بعد ذلك منصب القائد العام لمركز حرائق المدينة. ومن عام 1922 حتى عام 1925، كان المسؤول التنفيذي لسلاح المدفعية الميداني في واشنطن. وخلال عام 1926 و عام 1927، درس في كلية الحرب البحرية في نيوبور بولاية رود ايلاند. ومن عام 1934 إلى عام 1937، كان تشارلز مساعد قائد مدرسة المدفعية الميدانية في فورت سيل بولاية أوكلاهوما. وفي عام 1938، تقاعد بسبب الإعاقة بعد أربع وثلاثين عامًا من الخدمة.

## وفاته وإرثه
تُوفي مدرسة شارل بليكلي عن عمر يناهز أربعة وتسعين عامًا في 11 يناير 1975.